# رقابة المناهج المدرسية في الولايات المتحدة

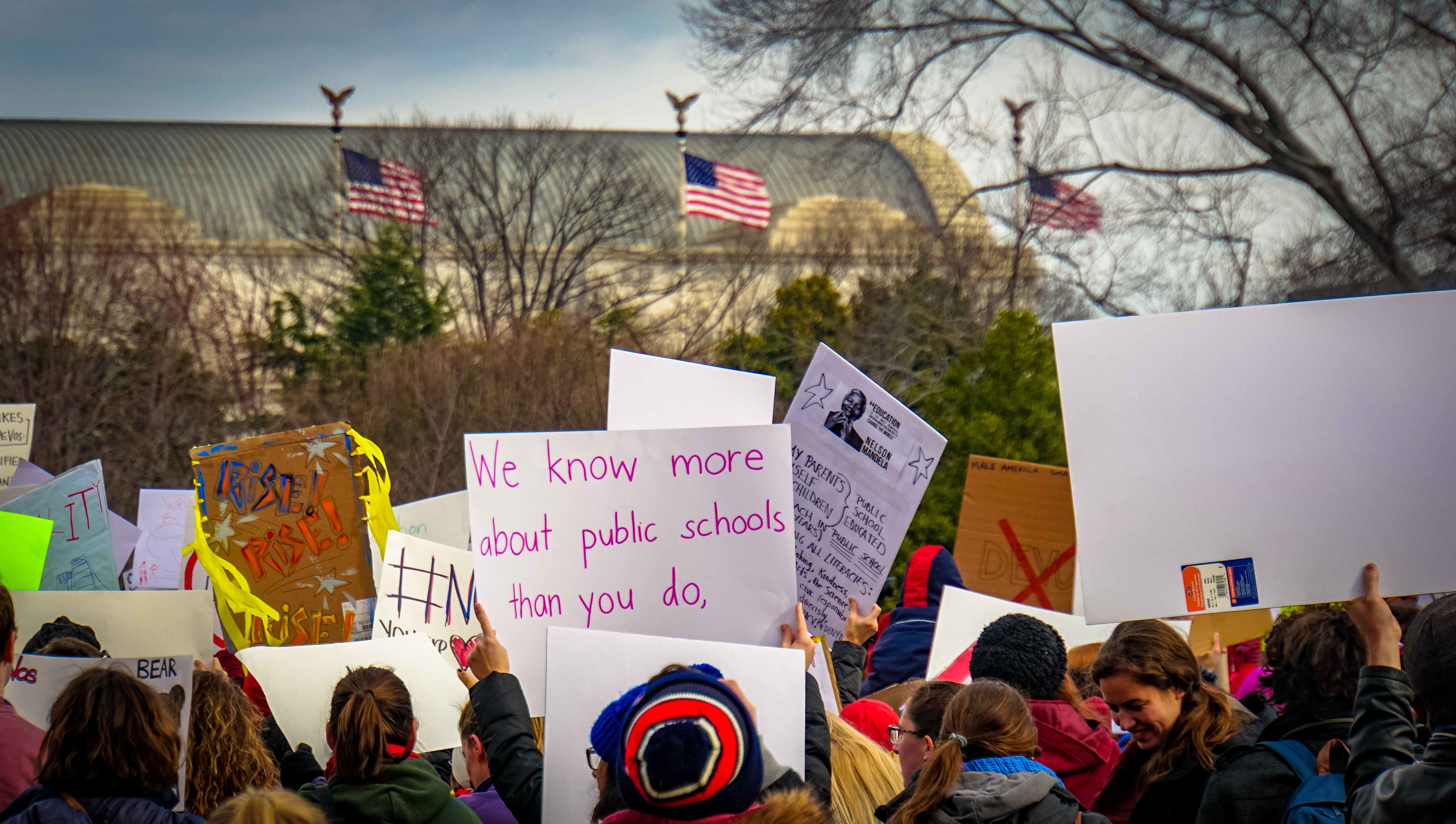
احتجاج ضد تعيين بيتسي ديفوس وزيرةً للتعليم: صدى الجدل حول رقابة المناهج الدراسية في الولايات المتحدة

تم خلال تاريخ الولايات المتحدة فرض الرقابة والحظر على مواضيع مختلفة في التعليم، بما فيها التدريس عن التطور، والعنصرية، والتحيز الجنسي، والتربية الجنسية والمواضيع المتعلقة بمجتمع الميم عين+. وفقًا للنظام الفيدرالي للبلاد الذي يفوض الولايات بجزء كبير من مسؤولية إدارة التعليم العام، غالبًا ما كانت حكومات الولايات هي من أصدرت هذه السياسات.
في عام 2021، طُرحت مشاريع قوانين في عدة هيئات تشريعية في الولايات لمنع تدريس مواضيع معينة من ضمنها النظرية العرقية النقدية (سي آر تي)، والتحيز الجنسي في المدارس العامة. تم إصدارها كقوانين في 14 ولاية، جميعها تمتلك هيئة تشريعية ذات أغلبية جمهورية وحكام جمهوريين. يذكر العديد من مشاريع القوانين هذه بشكل محدد «النظرية العرقية النقدية» أو مشروع نيويورك تايمز 1619. يتم تدريس النظرية العرقية النقدية في المرحلة الجامعية فقط، رغم أن بعض المناهج في مستويات أقل قد درّست الموضوعات الأساسية للنظرية.
شملت جهود أخرى على مستوى الولاية منع مجالس التعليم الحكومية تدريس القضايا المتعلقة بالعرق والجنس.

## تاريخها
لوحظت بعض الأدلة الأولى عن الرقابة المطبقة على المناهج المدرسية في الولايات المتحدة خلال الحرب الأهلية، عندما حذف ناشرو الكتب المدرسية في الجنوب موادًا تنتقد العبودية. بعد الحرب الأهلية، روجت حركة قوية من مجموعات مثل بنات الفيدرالية المتحدين في الجنوب لقضية الفيدرالية الخاسرة في المدارس. فرضت الحركة الرقابة على أي أعمال مهينة وتؤدي إلى «تلقين طلاب المدارس الجنوبية القيم الاجتماعية الأرستقراطية التي لم تتغير منذ حقبة ما قبل الحرب».
خلال حركة الاعتدال في القرن التاسع عشر، راجع بعض ناشري الكتب المدرسية المحتوى ليكون ملائمًا للموقف المناهض للكحول.

في عشرينيات القرن العشرين، وفي أعقاب الحرب العالمية الأولى، حاول المحافظون في أنحاء البلاد منع التدريس عن التطور. أدى الجدل الأصولي-الحداثي إلى زيادة معارضة فكرة التطور، وقد طرحت عدة ولايات تشريعات تحظر تدريس التطور بعد حملات ويليام جينينغس برايان. طرح المشرعون أكثر من 53 مشروع قانون منذ عام 1922 حتى عام 1929 (عشرون منها في الهيئات التشريعية للولايات واثنان في الكونغرس)، نجح خمسة منها. تم النظر في التشريع ورفضه عام 1922 في كنتاكي، وكارولينا الجنوبية، وتم إقراره في أوكلاهوما، فلوريدا عام 1923، وتحديدًا في تينيسي عام 1925، تم إقراره باسم قانون باتلر. عرض اتحاد الحريات المدنية الأمريكي (إيه سي إل يو) الدفاع عن أي شخص يريد رفع قضية ضد أي من هذه القوانين. قبل جون تي. سكوبس بذلك، وبدأ بتدريس التطور لصفه المدرسي، متحديًا قانون تينيسي. نشر إتش إل مينكين المحاكمة بشكل واسع، من بين عدة محاكمات أخرى، ويشار إليها عمومًا باسم محاكمة سكوبس. تمت إدانة سكوبس؛ مع ذلك، فقد أثارت الشعبية الواسعة الانتشار للمحاكمة مؤيدي التطور. عندما استؤنفت القضية أمام محكمة تينيسي العليا، نقضت المحكمة القرار لأسباب فنية (إجرائية) (قيم القاضي قيمة الغرامة في حين طُلب ذلك من هيئة المحلفين). على الرغم من نقض المحكمة للإدانة، قررت أن القانون لا ينتهك التعديل الأول لدستور الولايات المتحدة. قالت المحكمة:
لا نستطيع رؤية كيف أن حظر تدريس نظرية التطور القائلة بأن الإنسان ينحدر من حيوانات ذات مرتبة أقل يعطي الأفضلية لأي مؤسسة دينية أو نمط عبادة. على حد علمنا، لا يوجد أي مؤسسة دينية أو هيئة منظمة تتضمن في عقيدتها أو في الاعتراف بالإيمان فيها أي مادة ترفض أو تؤكد هكذا نظرية. - قضية جون توماس سكوبس ضد الولاية 154 تينيسي. 105، 289 إس دبليو 363 (1927).
كان تفسير البند التأسيسي للتعديل الأول حتى ذلك الوقت بأن الكونغرس لا يستطيع تحديد دين معين ليكون دين الدولة. بناءً على ذلك، قالت المحكمة بأن الحظر المفروض على تدريس نظرية التطور لا ينتهك البند التأسيسي، لأنه لم يحدد دينًا معينًا على أنه «دين الدولة». نتيجة انعقاد الاجتماعات، ظل تدريس نظرية التطور غير قانوني في تينيسي، ونجحت الحملات المستمرة في إزالتها من الكتب المدرسية في أنحاء الولايات المتحدة.
وصف أحد الخبراء في عشرينيات القرن العشرين حركة مناهضة اللقاحات بأنها أول حرب ثقافية حديثة في أمريكا.
في ستينيات القرن العشرين، سعت بعض الحركات إلى إزالة المواد العنصرية والمتحيزة جنسيًا من الكتب المدرسية. صرح المؤرخ جوناثان زيمرمان أنه في ستينيات القرن العشرين، «كان هناك كتب تاريخية في هذه البلاد، بما فيها الشمال، ما تزال تصف العبودية على أنها مؤسسة مفيدة في أغلبها، ابتكرها البيض الأخيار لتحضير الأفارقة الهمجيين».
في عام 1980، كشفت دراسة استقصائية وطنية شاركت فيها جمعية الناشرين الأمريكيين، وجمعية المكتبات الأمريكية وجمعية الإشراف على المناهج وتطويرها، أن الرقابة المفروضة على المناهج المدرسية كانت تطبق وتزداد في المدارس العامة في جميع أنحاء الولايات المتحدة.

## في الوقت الحالي
اقترح أو أصدر المشرعون الجمهوريون في الولايات المتحدة في القرن الحادي والعشرين، تشريعات لفرض الرقابة على المناهج الدراسية التي تدرس حول التثقيف الجنسي الشامل، وأفراد مجتمع الميم، ومهارات التفكير العليا، والعدالة الاجتماعية، والتحيز الجنسي والعنصرية.
في عام 2003، صوت مجلس إدارة مدرسة سيدارفيل، أركانساس في قضية كاونتس ضد مقاطعة مدرسة سيدارفيل لمنع الطلاب من قراءة سلسلة كتب هاري بوتر المعروفة على خلفية أن الكتب تشجع «العصيان وعدم احترام السلطة» وتتحدث عن «السحر» و«الشعوذة». بعد التصويت، لم يعد بإمكان الطلاب سحب روايات هاري بوتر من المكتبات في نظام مدرسة سيدارفيل بدون نموذج إذن موقع من أحد الوالدين أو الوصي. نقضت محكمة المقاطعة قرار المجلس وأمرت بإعادة التداول المفتوح للكتب، على أساس أن «التقييدات انتهكت حرية الطلاب وفقًا للتعديل الأول بحرية قراءة وتلقي المعلومات».

### بداية القرن الحادي والعشرين: حظر النظرية العرقية النقدية والمواضيع المتعلقة بها
في منتصف شهر أبريل من القرن الحادي والعشرين، طُرح مشروع قانون في المجلس التشريعي لولاية أوهايو من شأنه أن يحظر فعليًا أي هيئة تعليمية من تدريس الدعوة إلى الطائفية والدفاع عنها، بما في ذلك النظرية العرقية النقدية أو برامج أخرى تشمل العدالة الاجتماعية. بتاريخ 4 مايو، 2021، وقع الحاكم براد ليتل مشروع القانون ليتم اعتماده كقانون.
صوت مجلس ولاية فلوريدا للتعليم بالإجماع على حظر المدارس العامة من تدريس النظرية العرقية النقدية بتاريخ 10 يونيو، 2021، بناء على طلب الحاكم رون ديسانتيس.
أصدرت الهيئة التشريعية لولاية تينيسي في الدورة الاعتيادية رقم 112 مشروع قانون مجلس النواب رقم 580 في ولاية تينيسي، في مايو عام 2021. يحظر القانون تدريس 14 موضوع متعلق بالتمييز العرقي والجندري، بما في ذلك مفهوم العنصرية الممنهجة. لم يصوت أي من المشرعين السود على مشروع القانون. وفقًا لمحطة دبليو إل بّي إن، فإن القانون «يمنع أي درس قد يتسبب في مضايقة أي فرد أو شعوره بالذنب أو معاناته أو أي شكل من أشكال الاضطراب النفسي» بسبب عرقه أو جنسه.
اعتبارًا من يوليو عام 2021، طرحت 10 ولايات أمريكية مشاريع قوانين أو اتخذت خطوات أخرى من شأنها أن تقيد كيفية مناقشة المعلمين للعنصرية والتحيز الجنسي وغير ذلك من «القضايا الخلافية»، وكانت 26 منها في طور القيام بذلك. اعتبارًا من نوفمبر عام 2021، طرحت 28 ولاية أمريكية مشاريع قوانين مشابهة- طُرحت جميعها من قبل مشرعين جمهوريين.
أصدرت أريزونا قرارًا، لكن المحكمة العليا في أريزونا نقضته كونه غير دستوري. أصدرت الهيئة التشريعية لولاية كارولينا الشمالية ذات الأغلبية الجمهورية قانونًا مشابهًا، لكن الحاكم روي كوبر الديمقراطي طعن به.
طرحت ولايات أخرى مشاريع قوانين فشل إقرارها أو مازالت في حالة انتظار منذ نوفمبر عام 2021.
اعتبارًا من ديسمبر عام 2021، تم تقديم 66 أمر حظر نشر تعليمي لذلك العام في 26 هيئة تشريعية للولاية (تم إقرار 12 مشروع قانون بالفعل) يمنع تدريس المعلمين أو أرباب العمل أو المقاولين لأي نظرية عرقية في المدارس، أو الجامعات، أو الوكالات الحكومية. تتنوع العقوبات، لكنها في الغالب تتضمن فقدان تمويل المدارس والمؤسسات. من ناحية ثانية، تفرض مشاريع القوانين في بعض الحالات طرد الموظفين.
جعل حاكم فيرجينيا غلين يونغكين التعليم جزءًا أساسيًا من برنامجه السياسي أثناء ترشحه للمنصب عام 2021، بما في ذلك دعوة صريحة «لحظر» النظرية العرقية النقدية من مدارس فيرجينيا «في اليوم الأول له». بعد انتخابه للمنصب في نوفمبر عام 2021، كرر يونغكين هذه النقطة، وعند تنصيبه في المنصب بتاريخ 15 يناير، 2022، وقع أول أمر تنفيذي له بحظر النظرية العرقية النقدية في مدارس فيرجينيا. أسس الحاكم يونغكين لاحقًا «سطر إرشادات» يستطيع من خلاله الأهالي والمعلمون والطلاب الإبلاغ عن انتهاكات القانون.